# Гозело I (герцог Лотарингии)
Гозело (Гоцело, Гозелон) I Великий (фр. Gothelon I, нем. Gotzelo (Gozelo) I, ок. 968/973 — 19 апреля 1044) — герцог Нижней Лотарингии с 1023 года, герцог Верхней Лотарингии с 1033 года. Сын Готфрида I Пленника, графа Вердена, и Матильды Саксонской.

## Биография
После смерти отца, судя по всему, унаследовал Антверпенскую марку, хотя впервые с титулом маркграфа Антверпена упоминается только в 1005 году.
Гозело был верным соратником своего старшего брата, герцога Нижней Лотарингии Готфрида I, участвуя в его политике умиротворения лотарингской знати вместе с другим братом, маркграфом Энама Германом. После смерти в 1023 году бездетного Готфрида I Гозело был назначен на его место герцогом Нижней Лотарингии.
В 1024 году умер император Священной Римской империи Генрих II. Его преемником стал Конрад II. Гозело, который, как и старший брат, был сторонником императора Генриха II, отказался сразу признать Конрада. Более того, Гозело потребовал от лотарингских епископов (за исключением архиепископа Трира и епископов Туля и Меца) и лотарингской знати не признавать Конрада без его согласия. Возможно это было связано с тем, что Конрад в своё время поддерживал графа Лувена Ламберта I, противника Вигерихидов. Гозело поддержали герцог Верхней Лотарингии Тьерри I и граф Эно Ренье V. Но в сентябре 1024 года лотарингские епископы принесли присягу королю. А к Рождеству 1025 года, после того, как Конрад дал Гозело какие-то гарантии, он и Тьерри прибыли в Ахен и принесли присягу королю.
В 1033 году умер герцог Верхней Лотарингии Фридрих III. У него детей не было, — только две малолетние сестры. Император Конрад II, который вел борьбу против графа Блуа Эда II в споре за наследование королевства Бургундия, нуждался в помощи Гозело. Кроме того, тот был дальним родственником покойного герцога. В результате император передал Верхнюю Лотарингию Гозело, объединившему оба Лотарингских герцогства в одних руках.
Эд II де Блуа с 1033 года совершал регулярные набеги на Лотарингию. В 1033 году было разграблено епископство Туль, то же произошло и в 1037 году. В ответ лотарингская знать выступила против Эда. Гозело, его старший сын Готфрид, который в 1025 году унаследовал графство Верден, граф Меца Герхард IV и граф Намюра Альберт II, которых поддерживали епископ Льежа и архиепископ Меца, 15 ноября 1037 года в битве около Бар-ле-Дюк разбили армию Эда II де Блуа, в которой тот погиб.
Гозело умер в 1044 году и был похоронен в монастыре Мюнстербильзен. Император Генрих III воспользовался его смертью, чтобы снова разделить Лотарингию. Верхнюю Лотарингию и Антверпенскую марку получил старший сын Гозело Готфрид II, который последние годы был соправителем отца, а Нижняя Лотарингия была передана второму сыну — Гозело II.

## Брак и дети
Имя жены Гозело не известно. Дети:
- Готфрид II Бородатый (ок. 1000/1015 — 30 декабря 1069), герцог Верхней Лотарингии 1044—1047, герцог Нижней Лотарингии с 1065
- Матильда (ум. 17 августа 1060); муж: Генрих I (ум. 29 июля 1060), пфальцграф Лотарингии с 1045
- Гозело II (ум. 1046, до 22 мая), герцог Нижней Лотарингии с 1044
- Фридрих (ум. 29 марта 1058), архидьякон монастыря Св. Ламберта в Льеже 1051, папский канцлер и библиотекарь 1051, аббат Монтекассино и кардинал 1057, папа римский под именем Стефан IX со 2 августа 1057
- Уда (ум. 23 октября после 1047); муж: Ламберт II (ум. после 21 сентября 1062), граф Лувена с 1038
- Регелинда (ок. 1010/1015 — после 1067); муж: Альберт II (ум. ок. 1063/1064), граф Намюра